# Radomyšl
Radomyšl är en köping i Tjeckien. Den ligger i regionen Södra Böhmen, i den centrala delen av landet, 90 km söder om huvudstaden Prag. Radomyšl ligger 457 meter över havet och antalet invånare är 1 149.
Terrängen runt Radomyšl är platt. Runt Radomyšl är det ganska tätbefolkat, med 207 invånare per kvadratkilometer. Närmaste större samhälle är Strakonice, 6,4 km söder om Radomyšl. Trakten runt Radomyšl består till största delen av jordbruksmark.